# Giovanni Ligasacchi
Giovanni Ligasacchi (Preseglie, 6 juni 1920 – Brescia, 3 januari 2005) was een Italiaans componist, muziekpedagoog, dirigent en trompettist.

## Levensloop
Ligasacchi leerde op jonge leeftijd op de trompet en de piano te spelen. Hij studeerde muziektheorie, harmonie, trompet, piano, compositie en HaFa-instrumentatie zowel aan het Istituto Musicale Venturi di Brescia als aan het Conservatorio "Giuseppe Verdi" (Milaan) in Milaan. Tot zijn leraren behoorden Carlo Bossini, Andrea Belik, Alamiro Giampieri en Achille Lizzi. In 1957 behaal hij zijn diploma's.
Hij was dirigent van het Corpo Musicale "M. Pietro Orizio" di Cazzago San Martino en werd in 1960 tot dirigent van de Associazione Filarmonica "Isidoro Capitanio" Banda Cittadina di Brescia benoemd. Met zijn banda's (harmonieorkesten) won hij achtereenvolgens drie keer de Concorso Interregionale di Darfo Boario, in 1960 met de Banda di Cazzago San Martino en in 1961 en 1962 met de Banda Cittadina di Brescia. In Brescia kon hij het orkest met jeugdige muzikanten uitbreiden en op een hoog muzikaal peil verbeteren. Als eerste dirigent in Italië zette hij zich in voor de verspreiding van authentieke en originele literatuur voor harmonieorkesten van zowel Italiaanse (Giancarlo Facchinetti, Arturo Andreoli, Claudio Mandonico en Giuliano Mariotti) als buitenlandse componisten. In 1966 won hij met de Associazione Filarmonica "Isidoro Capitanio" Banda Cittadina di Brescia tijdens het Wereld Muziek Concours in Kerkrade en 1e prijs in de 2e afdeling. Na het voltooien van archiefonderzoek in Franse en Duitse bibliotheken neemt hij in 1976 een cd op, met originele muziek voor blaasorkest vanuit de periode van de Franse Revolutie. Met zijn Banda Cittadina di Brescia verzorgde hij concerten in vele landen, bijvoorbeeld in Nederland, Zwitserland, Frankrijk, Tsjechoslowakije, Bulgarije en Duitsland.
Van 1971 tot 1973 is hij dirigent van de filarmonica "Conca d'Oro", een project-harmonieorkest, waarin muzikanten uit de banda's van Agnosine en Odolo samen spelen.
In 1965 werd hij verder benoemd tot dirigent van het Orchestra a plettro “Costantino Quaranta”, waarmee hij verschillende prijzen tijdens internationale wedstrijden in Duitsland en Nederland behaald. Hij richtte het Centro Giovanile Bresciano di Educazione Musicale "Gioietta Paoli Padova" (Jeugdmuziekschool) op. Daaruit ontwikkelt zich in het loop van de jaren het Orchestra di Mandolini e Chitarre Città di Brescia dat hij - vanzelfsprekend - dirigeert met de bedoeling, om een totaal nieuwe uitvoeringspraktijk te volgen, geïnspireerd door de echte Italiaanse school voor plectrum instrumenten en uit de achttiende eeuw dateert.
Als componist schreef hij een aantal werken voor banda (harmonieorkest). Hij was over jaren een veel gevraagd jurylid bij de nationale en internationale compositiewedstrijden voor banda's (harmonieorkesten), bijvoorbeeld bij de Internationale Compositiewedstrijd te Corciano. Verder was hij auteur van vele artikelen en bijdragen in magazines en vakbladen.

## Composities

### Werken voor banda (harmonieorkest)
- Agnosine, mars
- Ballata epica
- Brescia, mars
- Marinella, mars
- Praeseliarum, mars
- Praeselyis, mars
- Raffaella, mars

## Publicaties
- Le bande tra passato e presente, in: Laboratorio Musica, II, n. 14-15, luglio-agosto 1980, pp. 25-28
- Tradizione e storia delle bande musicali bresciane, in: Brescia Musica, da anno I, n. 0 (dicembre 1985) ad anno II, n. 9 (ottobre 1987)
- Amilcare Ponchielli maestro di banda, in: Brescia Musica, I, n. 5, dicembre 1986, pp. 13-22
- Una moderna didattica per le nostre scuole, in: Risveglio Musicale, VI, n. 2, aprile 1987, pp. 4-5
- Beethoven e la "Musica d'uso": Marce e danze per banda, in: Brescia Musica, II, n. 8, giugno 1987, p. 13
- Antefatti e storia della Banda Cittadina (di Brescia). 190 anni di vita, in: Brescia Musica, III, n. 13, giugno 1988, p. 8
- 1798-1988. La Banda Cittadina (di Brescia) compie 190 anni, a cura di Brescia Musica, Brescia, 1988.
- Sette musicisti per il poema 14 luglio di Romain Rolland, in: Brescia Musica, V, n. 21, febbraio 1990, p. 10
- Serge Lancen. Un musicista da scoprire, in: Brescia Musica, V, n. 21, febbraio 1990, p. 17
- La musica negli Stati Uniti. L'apporto degli immigrati, in: Brescia Musica, V, n. 22, giugno 1990, p. 21
- Carlo Bossini musicista bresciano, in: Brescia Musica, V, n. 23, ottobre 1990, p. 20
- Il tamburino meraviglioso. Radici popolari e ricchezza propositiva di Charles Ives, in: Brescia Musica, VI, n. 29, dicembre 1991, p. 11
- Concorso nazionale per bande musicali. Riflessioni a più voci, in: Brescia Musica, VII, n. 30, febbraio 1992, p. 9
- Amilcare Ponchielli und die Blasmusik, in: Kongressberichte Oberschützen/Burgenland 1988 Toblach/Südtirol 1990, Herausgegeben von Bernhard Habla, «Alta Musica», Band 14, Tutzing: Hans Schneider Verlag, 1992, pp. 209-215
- Tradizioni musicali inglesi, in: Brescia Musica, VIII, n. 35, febbraio 1993, p. 15
- Amilcare Ponchielli e la musica per banda, in: Il repertorio sommerso. Musica storica per la banda d'oggi, Atti del convegno svoltosi a Palermo, 13-15 dicembre 1991, a cura di Gaetano Pennino, Palermo, Regione Siciliana - Assessorato ai Beni culturali e ambientali e alla Pubblica istruzione, 2000, pp. 61-67.